# Анатомија животиња (кичмењаци)
Анатомија животиња се бави проучавањем облика тела животиња, њихове грађе и изгледа, боје и различитостима у грађи тела између јединки исте или различите врсте. У царству животиња класификујемо вишећелијске еукариотске организме који се одликују хетеротрофним начином исхране, односно ови организми су у обезбеђивању органских молекула неопходних за раст и репродукцију зависни од других организама. Врло често се за вишећелијске животињске еукариотске облике употребљава термин Меатоза. Теоријски може се сматрати да меатозе могу имати монофилетско порекло и да су све групе животиња еволуирале од једног заједничког порекла. У зависности од царства животиња зоолози разликују 36 филума. Филум представља широку скупину међусобно сродних организама који имају заједничког претка и карактеришу се поседовањем сличних морфолошких структура. Карактеристике којима се при дефинисању ових најширих системских даје посебан значај, то су: број ћелија, целијска диференција, број клициних листова, тип симетрије, итд.

## Системи кичмењака
Органски систем кичмењака дели се на:
- Кожни систем кичмењака
- Скелетни систем кичмењака
- Мишићни систем кичмењака
- Чулни систем
- Нервни систем кичмењака
- Дигестивни систем
- Ендокрини систем
- Респираторни систем
- Репродуктивни систем

## Кожни систем кичмењака
Кожа представља омотач тела који је у непосредном додиру са спољашњом средином. Код кичмањака кожа је изграђена од више слојева. Основне улоге коже су:
- заштитна – штити тело од механичких повреда, патогених организама (кожа је непропустљива за вирусе и бактерије кад је неоштећена), од штетних УВ Сунчевих зрака. Кожда дакле представља прву линију одбране организма од бактерија, вируса и других микроорганизама.

- одржавање сталног састава унутрашње телесне средине тако што код копнених спречава губитак воде и соли, а код водених кичмењака превелики улазак воде у тело.

- учествује у размени материја – размена гасова, што је од посебног значаја за дисање водених организама

- учествује у процесима излучивања који се врше кожним жлездама

- примање спољашњих надражаја помоћу бројних чулних органа који су у њој смештени. У њој се налазе рецептори за топлото и хладно, додир, притисак и бол.

- учествује у терморегулацији код хомеотермних организама (то су организми који имају сталну телесну температуру и припадају им птице и сисари) тако што регулише одавање топлоте из тела (знојење).

Кожу кичмењака чини вишеслојни епидермис. Испод епидермиса се налази снажано сложен грађен слој везивног ткива мезодермалног порекла у виду дебелог слоја крзна, као специфичне одлике кичмењака. Испод крзна постоји још један слој у виду поткожног везивног ткива.
Кожни систем кичмењака се састоји од:
- Епидермис или покожица површински је слој коже изграђен од неколико делова. Сви слојеви потичу од базалног слоја цилиндричних ћелија које се стално деле (лат. startum germinativum)
- Дермис (крзно)-налази се испод епидермиса. То је снажно развијен слој, у коме доминирају колагена влакна. У овом слоју су сместени и завршеци крвних судова и лимфитних судова, као и нервна влакна, чулни органи, мишићна влакна.
- Хиподермис -је слој поткожног везивног ткива, а веома често и масног ткива.

Кожни органи су:
- кожне жлезде (служне, знојне, лојне)
- рожни деривати коже (рожне крљушти, перје, длаке, нокти, папци, копита, рогови)

## Скелетни систем
Скелет кичмењака је и по положају и по пореклу унутрашњи. Скелетни систем кичмењака је диференциран на:
- Кожни скелет -налази се испод епидермиса. Јавља се у виду мањих или више добро развијених коштаних плочица или коштаних крљушти.
- Осовински скелет -чине га кичменица (лат. columnavertebralis), главени скелет, ребра (лат. costae) И грудница (лат. sternum).
- Скелет екстремитета

## Мишићни систем
Све покрете тела, од трептаја ока до скока у висину, омогућују мишићи. Од мишића зависи, чак, и варење хране као и прток крви кроз организам. Мишићна маса нашег тела састоји се од три групе мишића.
1. У прву групу спадају попречно - пругасти мишићи којима управља мозак. Ова група заједно са скелетом и тетивама одговорна је за све врсте покрета, почевши од осмеха до трчања уз степенице.
2. У другу групу спадају глатки мишићи - зову се тако због њиховог изгледа под микроскопом - а њихову функцију представљају покрети унутрашњих органа којих нисмо свесни, као што су утроба или бешика.
3. Трећу групу представља кардијални мишић који чини главни део срца.[3]

Мишићни систем кичмењака састоји се од више типова мишића, међу којима доминирају скелетни мишићи, који су причвршћени за скелет помоћу тетива.
Мускулатура кичмењака се дели на:
- Висцеларну
- Кожну
- Соматичку
- Чулни систем

Очи кичмењака су парни органи смештени у орбитама. Разликујемо неколико слојева очне јабучице:
- Беоњача (лат. sclera)-то је слој беле боје, делимично хрскавичав. Предњи део беоњаче диференциран је у провидну рожњачу (лат. cornea)
- Судовњачу(лат. chorioidea) се налази испиод беоњаче. Овај слој је богат крвним судовима.
- Пигментски лат. stratum pigmentum) належе на судовњачу, тамне је боје и као такав апсорбује светлосне зраке.
- Мрежњача(лат. retina) је унутрашњи најфинији слој. Нервна влакна која излазе из мрежњаче сакупљају се у малом удубљењу, како на овом месту нема чулних ћелија, оно је означено као слепа мрљa.

На предњој страни ока испод рожњаче налази се две судовњаче:
- Dužica (лат. iris)-која даје боју оку. Она носи отвор који се зове zenica или пупилла, променом величине зенице регулише се количина светлости која доспева у око.
- cilijalno telo(лат. corpusciliare)

Унутрашњост очне јабучице испуњена је стакленим телом (лат. corpus vitreum)

## Нервни систем кичмењака
Нервни систем кичмењака је ЦЕВАСТ. Овакав нервни систем се одликује присуством шупљине испуњене цереброспинал-ном течношћу.
Централни нервни систем кичмењака је диференциран два дела:
- МОЗАК-који се састоји од пет делова:
  - лат. -предњи мозак ту су смештени мирисни органи.
  - лат. -(међумозак)
  - лат. -(средњи мозак)
  - лат. -(задњи мозак)
  - лат. -(завршни мозак)
- Нерви који полазе са мозга су главени, мождани или кранијални нерви, има их 11 пари:
  - Nervus terminalis
  - Nervus olfactorius
  - Nervus opticus
  - Nervus oculomotorius
  - Nervus trochlearis
  - Nervus trigeminus
  - Nervus abducens
  - Nervus facialis
  - Nervus acusticus
  - Nervus glossopharyngeus
  - Nervus vagus
- Кичмена мождина - нерви који полазе са кичмене мождине су мождински или спинални нерви и има их 10 пари:
  - први пар (лат. Nervus hypo glossus) - Инервише мускулатуру врата и подјезичну мускулатуру.
  - други пар спиналних нерава - инервише мишиће предњих екстремитета.
  - трећи пар спиналних нерава - инервише мускулатуру и кожу телесног зида у нивоу предњих екстремитета.
  - четврти, пети и шести пар спиналних нерава - инервише мускулатуру и кожу бочног телесног зида трупне области.
  - седми, осми и девети пар спиналних нерава - инервише мускулатуру задњих екстремиета
  - десети парспиналних нерава - инервише мокраћни мехур.

## Дигестивни систем
Дигестивни систем кичмењака диференциран је на већи број делова у којима се одвијају одређене фазе луларног варења.
Дигестивни систем кичмењака почиње усненом дупљом, иза које следи жрело. На ждрело се наставља једњак, који затим прелази у желудац. Ови делови чине предњи део црева. На желудац се надовезује део црева означен као црево, коме припада главна улога у процесу варења и асорпције хране. Предњи део црева је знатно тањи, танко црево, док је задњи део ширег обима-дебело црево. Ова два дела разликују се и по функцији коју обављају: у танком цреву се обављају процеси разлагања и лапсорпције хране, док се у дебелом цреву врши ресорпција воде.

## Ендокрини систем
Ендокрини органи (жлезде) кичмењака могу бити различитог порекла, а известан број жлезда, осим ендокрине, има и егзокрину секрецију. То значи да оне, осим хормона које излучују директно у крв, могу синтетисати и друге продукте које излучују преко посебних изводних канала (панкреас, полне злезде, итд)
Штитна жлезда
Постоји код свих кичмењака. Настаје на рачун епитела вентралног зида ждрела, па се филогенетски веѕује за нижих хордата. Ова жлезда лучи хормоне тироксин и тријодтиронин, који регулишу раст младих јединки и базални метаболизам.
Грудна жлезда
Такође се јавља код свих кичмењака. Добро је развијен код младих оргаизма. Док се након достизања полне зрелости знатно редукује.
То је орган беле боје и режњевите грађе, који код пацова лежи на вентралној страни тела, у близини груднице, по чему је и добио назив.
Надбубрежна жлезда су парне творевине које се срећу само код тетраподних кичмењака: леже у непосредној близини бубрега, отуда и њихов назив.

## Респираторни систем
Кисеоник је најважнија материја од које живот зависи. Он се уноси у тело удисањем, а његов нуспроизвод, угљен-диоксид, се избацује издисањем. Ова витална размена гасова је позната под назовом дисање.
Свим живим бићима је потребан константан извор енергије да би преживели, а та енергија се добија сагоревањем угљених хидрата, масноћа или протеина. Након што кисеоник сагори (оксидише), добијају се три крајња производа: енергија, вода и угљен-диоксид. За избацивање угљен-диоксида, који телу није потребан, потребна је размена. Угљен-диоксид се крвљу преноси до плућа, где се он избацује, а узима се кисеоник. Дисање је веома ефикасно регулисано, тако да концентрација гаса у крви остаје приближно иста да бисмо остали здрави.
Шкрге 
Унутрашње шкрге настају као парне евагинације ендодермског зида ждрела, које ступају у везу са одговарајућим увратима (инвагинацијама) ектодерма. На месту додира ендо- и екто- дермских зачетака формирају се парни низови бочних шкржних кеса (комора), раздвојених шкржним преградама. На зидовимна шкржних преграда развија се респираторна површина, у виду листоликих набора служокоже (шкржни листићи). У основи шкржних преграда налазе се скелетни елементи, шкржни лукови, који имају потпорну улогу, као и доводни и одводни крвни судови. Низови шкржних листића који се налазе са једне стране шкржне преграде чине полушкргу(hemibranchia). Две полушкрге које леже на предњој и задњој срани исте преграде, заједно са шкржном преградом, шкржним луком, доводним и одводним судовима, нервима, мишићима и везивним ткивом чине целу шкргу.

## Репродуктивни систем
Скоро сви кичмењаци имају гнохористички полни систем. Код неких од ових организама зрели полни продукти се избацују директно у телесну дупљу, док код неких постаје посебни полни одводи. Веома честокод мушког пола исти канали служе и за одвод сперме и за одвод мокраће, па се једним именом називају мокросемеводи.
Примарни полни карактери мужјака жабе
Мушки полни систем жабе се састоји од пара малих, овалних семеника (тестиса) жуте боје. Испред сваког семеника налази се прстолико наранџасто обојено масно тело које има улогу у исхрани гонада.
Примарни полни карактери женки жабе:
Женски полни систем жабе чине парни јајници, за чији предњи део су причвршћена масна тела, органи који имају улогу у исхрани гонада. Јајници су крупни и ражњевити, за телесни зид су причвршћени помоћу финог перитонеалног епитела. Кроз њихове танке зидове виде се јаја различите старости.
Примарни полни карактери мужјака пацова:
Мушки полни систем пацова је сложене грађе. Парни семеници (тестид) су овалног облика; у њима се продукује велики број мушких полних ћелија-сперматозоида. На сваки тестис присно належе парасеменик. Он представља остатак предњег дела бубрега, чији су каналићи потпуно изгубили улогу провођења екскрета и служе за спровођење сперме.
Примарни полни карактери женки пацова:
Женски полни систем пацова има два мала овална јајника тамноцрвене боје. На површини јајника полно зрелих женки могу се видети графови, у којима се налазе јајне ћелије. Јајоводи су танке цевчице беле боје, изувијане у виду клупка. Почињу левкастим проширењем, које директно належе на јајник. Сваки јајовод се у дистралном делу шири у материцу. Женски копулаторни орган се зове вагина.

## Подела кичмењака
- Кичмењаци без вилице
  - немају вилице
  - немају кичмене пршљенове
  - немају парне удове
- Рибе
- Водоземци
- Гмизавци или рептили
- Птице
- Сисари